# Пердика III
Пердика III (грч. Περδικκας Γ΄) - македонски краљ који је владао у периоду од 368 —359. п. н. е..
Пердика, је син краља Аминта III, дошао је на престо у Македонији, убивши регента Птолемеја I, који је Македонијом владао као регент. Настављајући политику свог прадеде Пердике II, Пердика се борио са Атином против Олимнта, а са Амфиполисом против Атине. У ескалирајућем сукобу између Тебе и Атине, Пердика је изабрао Тебу, а неки таоци узети за контролу Птоломеја вратили су се у Македонију. Склон науци, Пердика се окружио филозофима и математичарима, како су у Грчкој називали представнике природних наука.
Када је навршио 30 година, 359. п. н. е. погинуо је у бици са Илирима, где је поред њега погинуло још 4 хиљаде Македонаца (Диодор: 15,71, 16,2). Пердику је наследио син Аминта IV, али га је у раним годинама Филип, Пердикин брат, уклонио са престола. Аминта је касније на почетку владавине погубио Александар Велики као нежељеног претендента на престо.